# Кубок Германии по футболу 2012/2013
Кубок Германии по футболу 2012/2013 годов — 70-й розыгрыш Кубка Германии по футболу (нем. DFB-Pokal). Турнир начался 17 августа 2012 года, финал состоялся 1 июня 2013 года на Олимпийском стадионе в Берлине. Обладателем Кубка стала мюнхенская «Бавария».

## Клубы-участники
| Бундеслига все клубы сезона 2011/12 | Вторая Бундеслига все клубы сезона 2011/12 | Третья лига лучшие 4 клуба сезона 2011/2012         | 21 победитель региональных кубковых соревнований1 |
| - Аугсбург - Бавария - Байер 04 - Боруссия (Дортмунд) - Боруссия (Мёнхенгладбах) - Вердер - Вольфсбург - Гамбург - Ганновер 96 - Герта - Кайзерслаутерн - Кёльн - Майнц 05 - Нюрнберг - Фрайбург - Хоффенхайм - Шальке 04 - Штутгарт | - Айнтрахт (Брауншвейг) - Айнтрахт (Франкфурт-на-Майне) - Алемания (Ахен) - Бохум - Ганза - Гройтер (Фюрт) - Динамо (Дрезден) - Дуйсбург - Ингольштадт 04 - Карлсруэ - Мюнхен 1860 - Падерборн 07 - Санкт-Паули - Унион (Берлин) - Фортуна (Дюссельдорф) - Франкфурт - Энерги Котбус - Эрцгебирге Ауэ | - Аален - Зандхаузен - Хайденхайм - Ян (Регенсбург) | - Арминия (Билефельд) - Берлинер АК 07 - Ваккер (Бургхаузен) - Виктория (Гамбург) - Вильгельмсхафен - Ворматия (Вормс) - Галлешер (Галле (Саксония-Анхальт)) - Зонненхоф Гроссашпах (Ашпах) - Карл Цейсс (Йена) - Кемницер (Хемниц) - Киккерс (Оффенбах) - Любек - Ноттинген (Ремхинген) - Обернойланд (Бремен) - Оффенбургер (Оффенбург) - Пройссен (Мюнстер) - Росбах Вершайд (Росбах (Вид)) - Рот-Вайсс (Эссен) - Саарбрюккен - Унтерхахинг - Фалькензее-Финкенкруг (Фалькензе) - Хавелсе (Гарбсен) - Хеннеф 05 - Шёнберг 95 (Шёнберг (Мекленбург)) |

## Расписание
Игры Кубка Германии 2012/13 прошли по следующему расписанию:
- Раунд 1: 17-20 августа 2012 года
- Раунд 2: 30-31 октября 2012 года
- 1/8 финала: 18-19 декабря 2012 года
- Четвертьфиналы: 26-27 февраля 2013 года
- Полуфиналы: 16-17 апреля 2013 года
- Финал: 1 июня 2013 года на Олимпийском стадионе в Берлине.

## Первый раунд
Жеребьёвка первого раунда прошла 23 июня 2012 года.
| Дата       | Домашняя команда      | Счёт       | Выездная команда         | Место проведения     | Посещаемость |
| ---------- | --------------------- | ---------- | ------------------------ | -------------------- | ------------ |
| 17 августа | Зонненхоф Гроссашпах  | 1:2        | Франкфурт                | Ашпах                | 1 436        |
| 17 августа | Любек                 | 0:3        | Айнтрахт (Брауншвейг)    | Любек                | 6 411        |
| 17 августа | Вильгельмсхафен       | 0:2        | Аугсбург                 | Вильгельмсхафен      | 4 098        |
| 18 августа | Галлешер              | 0:1        | Дуйсбург                 | Галле                | 8 506        |
| 18 августа | Обернойланд           | 0:3        | Боруссия (Дортмунд)      | Бремен               | 19 325       |
| 18 августа | Виктория              | 1:2        | Фрайбург                 | Гамбург              | 4 375        |
| 18 августа | Унтерхахинг           | 1:2        | Кёльн                    | Унтерхахинг          | 7 500        |
| 18 августа | Фалькензее-Финкенкруг | 0:5        | Штутгарт                 | Потсдам              | 7 250        |
| 18 августа | Оффенбургер           | 0:3        | Санкт-Паули              | Оффенбург            | 10 000       |
| 18 августа | Карл Цейсс            | 0:4        | Байер 04                 | Йена                 | 8 043        |
| 18 августа | Берлинер АК 07        | 4:0        | Хоффенхайм               | Берлин               | 1 468        |
| 18 августа | Алемания              | 0:2        | Боруссия (Мёнхенгладбах) | Ахен                 | 31 736       |
| 18 августа | Хайденхайм            | 0:2        | Бохум                    | Хайденхайм-на-Бренце | 7 500        |
| 18 августа | Шёнберг 95            | 0:5        | Вольфсбург               | Любек                | 3 487        |
| 18 августа | Киккерс               | 2:0        | Гройтер                  | Оффенбах             | 7 620        |
| 19 августа | Ноттинген             | 1:6        | Ганновер 96              | Ройтлинген           | 3 168        |
| 19 августа | Ворматия              | 2:1        | Герта                    | Вормс                | 6 263        |
| 19 августа | Карлсруэ              | 4:2        | Гамбург                  | Карлсруэ             | 16 138       |
| 19 августа | Хавелсе               | 3:2 (д.в.) | Нюрнберг                 | Гарбсен              | 3 506        |
| 19 августа | Хеннеф 05             | 0:6        | Мюнхен 1860              | Бонн                 | 5 200        |
| 19 августа | Аален                 | 3:0        | Ингольштадт 04           | Аален                | 3 027        |
| 19 августа | Арминия               | 3:1        | Падерборн 07             | Билефельд            | 18 587       |
| 19 августа | Пройссен              | 4:2 (д.в.) | Вердер                   | Мюнстер              | 18 000       |
| 19 августа | Эрцгебирге Ауэ        | 3:0        | Айнтрахт (Франкфурт)     | Ауэ                  | 9 575        |
| 19 августа | Саарбрюккен           | 0:5        | Шальке 04                | Саарбрюккен          | 28 000       |
| 19 августа | Ваккер                | 0:1        | Фортуна                  | Бургхаузен           | 4 000        |
| 19 августа | Ганза                 | 1:3        | Кайзерслаутерн           | Росток               | 7 700        |
| 19 августа | Росбах Вершайд        | 0:4        | Майнц 05                 | Кобленц              | 3 100        |
| 20 августа | Кемницер              | 0:3        | Динамо                   | Хемниц               | 14 500       |
| 20 августа | Рот-Вайсс             | 0:1 (д.в.) | Унион                    | Эссен                | 12 500       |
| 20 августа | Зандхаузен            | 3:0        | Энерги Котбус            | Зандхаузен           | 2 700        |
| 20 августа | Ян                    | 0:4        | Бавария                  | Регенсбург           | 12 500       |

## Второй раунд
Жеребьёвка второго раунда прошла 25 августа 2012 года.
| Дата       | Домашняя команда      | Счёт           | Выездная команда         | Место проведения | Посещаемость |
| ---------- | --------------------- | -------------- | ------------------------ | ---------------- | ------------ |
| 30 октября | Берлинер АК 07        | 0:3            | Мюнхен 1860              | Берлин           | 2 403        |
| 30 октября | Ворматия              | 0:0 (пен. 3:4) | Кёльн                    | Вормс            | 7 203        |
| 30 октября | Пройссен              | 0:1            | Аугсбург                 | Мюнстер          | 16 269       |
| 30 октября | Айнтрахт (Брауншвейг) | 0:2            | Фрайбург                 | Брауншвейг       | 20 167       |
| 30 октября | Хавелсе               | 1:3            | Бохум                    | Гарбсен          | 3 371        |
| 30 октября | Шальке 04             | 3:0            | Зандхаузен               | Гельзенкирхен    | 52 970       |
| 30 октября | Аален                 | 1:4            | Боруссия (Дортмунд)      | Аален            | 13 251       |
| 30 октября | Майнц 05              | 2:0            | Эрцгебирге Ауэ           | Майнц            | 12 677       |
| 31 октября | Карлсруэ              | 1:0            | Дуйсбург                 | Карлсруэ         | 14 921       |
| 31 октября | Арминия               | 2:3 (д.в.)     | Байер 04                 | Билефельд        | 24 771       |
| 31 октября | Киккерс               | 2:0            | Унион                    | Оффенбах         | 12 247       |
| 31 октября | Штутгарт              | 3:0            | Санкт-Паули              | Штутгарт         | 26 100       |
| 31 октября | Ганновер 96           | 1:1 (пен. 4:3) | Динамо                   | Ганновер         | 30 000       |
| 31 октября | Бавария               | 4:0            | Кайзерслаутерн           | Зинсхайм         | 71 000       |
| 31 октября | Фортуна               | 1:0 (д.в.)     | Боруссия (Мёнхенгладбах) | Дюссельдорф      | 52 500       |
| 31 октября | Вольфсбург            | 2:0            | Франкфурт                | Вольфсбург       | 7 538        |

## 1/8 финала
Жеребьёвка 1/8 финала прошла 4 ноября 2012 года.
| Карлсруэ | 0:1   | Фрайбург |
| -------- | ----- | -------- |
|          | Отчёт | 2′ Шмид  |

| Шальке 04    | 1:2   | Майнц 05                      |
| ------------ | ----- | ----------------------------- |
| Хюнтелар 75′ | Отчёт | 30′ М. Калиджури · 83′ Мюллер |

| Киккерс               | 2:0   | Фортуна |
| --------------------- | ----- | ------- |
| Фетш 76′ · Фоглер 85′ | Отчёт |         |

| Аугсбург | 0:2   | Бавария                |
| -------- | ----- | ---------------------- |
|          | Отчёт | 26′ Гомес · 85′ Шакири |

| Вольфсбург          | 2:1   | Байер 04          |
| ------------------- | ----- | ----------------- |
| Треш 78′ · Дост 90′ | Отчёт | 31′ (авт.) Фагнер |

| Бохум                         | 3:0   | Мюнхен 1860 |
| ----------------------------- | ----- | ----------- |
| Дедич 30′ · Мальтриц 75′, 78′ | Отчёт |             |

| Боруссия (Дортмунд)                                    | 5:1   | Ганновер 96 |
| ------------------------------------------------------ | ----- | ----------- |
| Гётце 3′, 40′, 84′ · Блащиковски 18′ · Левандовски 90′ | Отчёт | 79′ Диуф    |

| Штутгарт                          | 2:1   | Кёльн       |
| --------------------------------- | ----- | ----------- |
| Гентнер 31′ · Ибишевич 35′ (пен.) | Отчёт | 80′ Клеменс |

## Четвертьфиналы
Жеребьёвка прошла 19 декабря 2012 года.
| Майнц 05               | 2:3 (д.в.) | Фрайбург                               |
| ---------------------- | ---------- | -------------------------------------- |
| Паркер 2′ · Симлинг 4′ | Отчёт      | 86′ Сантини · 90+3′, 108′ Д. Калиджури |

| Киккерс     | 1:2   | Вольфсбург          |
| ----------- | ----- | ------------------- |
| Штадель 81′ | Отчёт | 49′ Олич · 71′ Дост |

| Штутгарт                   | 2:0   | Бохум |
| -------------------------- | ----- | ----- |
| Гентнер 18′ · Ибишевич 81′ | Отчёт |       |

| Бавария    | 1:0   | Боруссия (Дортмунд) |
| ---------- | ----- | ------------------- |
| Роббен 43′ | Отчёт |                     |

## Полуфиналы
Жеребьёвка прошла 3 марта 2013 года.
| Бавария                                                       | 6:1   | Вольфсбург |
| ------------------------------------------------------------- | ----- | ---------- |
| Манджукич 17′ · Роббен 35′ · Шакири 50′ · Гомес 80′, 83′, 86′ | Отчёт | 45′ Диего  |

| Штутгарт             | 2:1   | Фрайбург      |
| -------------------- | ----- | ------------- |
| Бока 9′ · Харник 29′ | Отчёт | 14′ Розенталь |

## Финал
| Бавария                            | 3:2   | Штутгарт        |
| ---------------------------------- | ----- | --------------- |
| Мюллер 37′ (пен.) · Гомес 48′, 61′ | Отчёт | 71′, 80′ Харник |